# Musée provincial de Villa Clara
Le musée provincial de Villa Clara (en espagnol : Museo Provincial de Villa Clara), également connu sous le nom de musée provincial Abel Santamaría, est un musée situé dans la ville cubaine de Santa Clara, capitale de la province de Villa Clara.

## Histoire
À l'origine, au XIXe siècle, la structure était une baraque espagnole appelée "María Cristina". À la fin de la guerre d'indépendance cubaine, en 1898, elle a été abandonnée jusqu'en 1903, date à laquelle la caserne est devenue le siège de la garde rurale et le siège de la province de Las Villas, dirigée par le général José de Jesús Monteagudo, qui a remplacé en 1902 le général de division Alejandro Rodríguez Velasco. Elle constitue, par sa capacité défensive, la troisième caserne militaire de Cuba pendant la dictature de Fulgencio Batista. Lors de la bataille de Santa Clara, en 1958, elle fut prise par les troupes rebelles dirigées par Ernesto Guevara. En 1970, la structure a été ouverte comme musée provincial et, en 1981, elle a été renouvelée et agrandie. 